# Birnenhonig

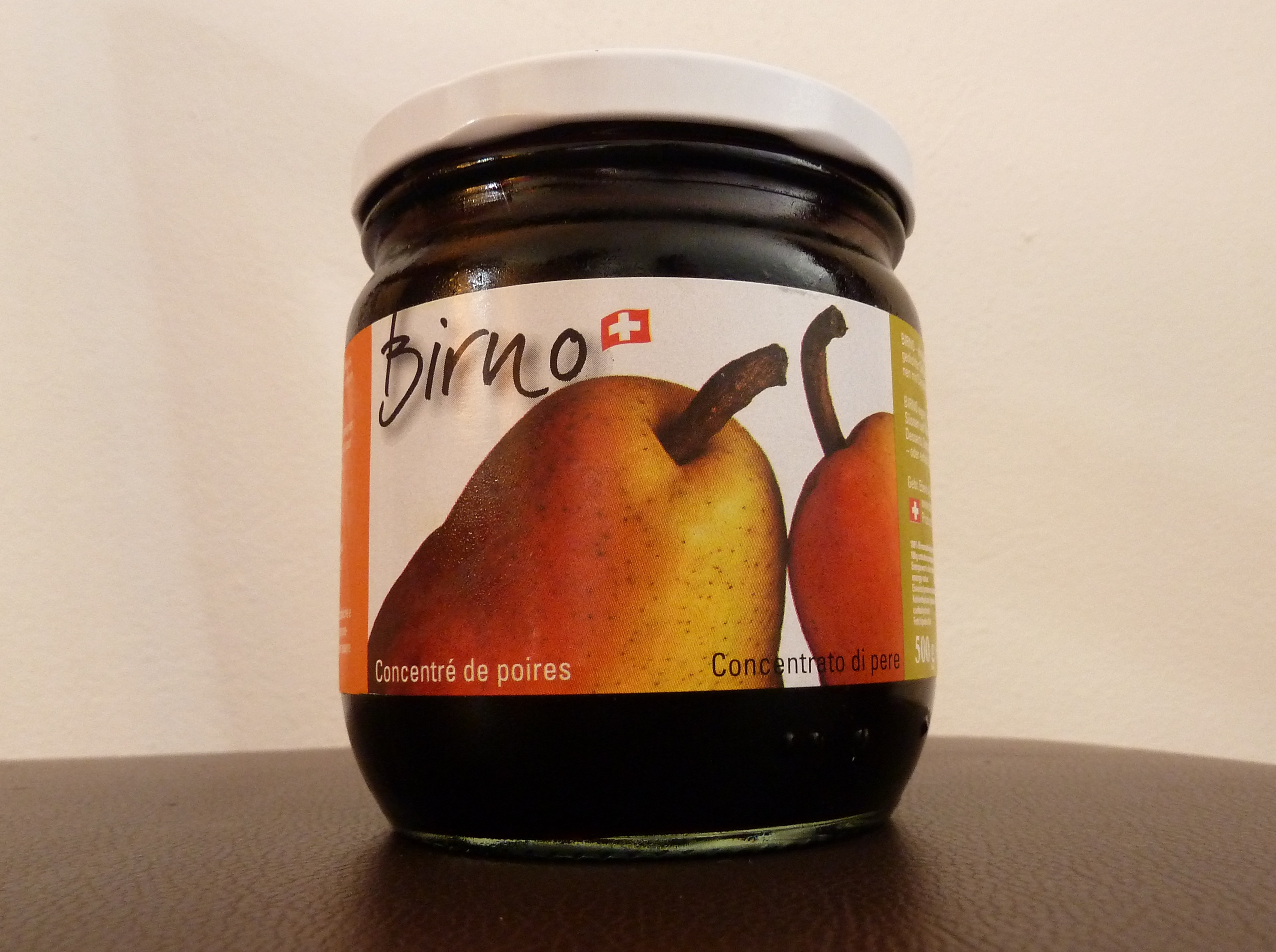
Birnenhonig de la marque Birno.

Le Birnenhonig (qui signifie « miel de poires » en allemand ; parfois aussi appelé Birnenkraut, Birnendicksaft, Birähung ou Birnenkonzentrat), est un sirop épais fabriqué en Suisse centrale à partir de jus de poire. Ce produit est proche du sirop de Liège de Belgique ou du vin cuit produit en Suisse romande. Le Birnel est une version produite et commercialisée par l’entreprise Unipektin Ingredients AG à Eschenz.

## Histoire
En Suisse centrale, le Birnenhonig est connu et utilisé pendant la première moitié du XXe siècle comme substitut du sucre. Pendant la Seconde Guerre mondiale, les gens consommaient beaucoup de lait avec du miel de poires à cause de la pénurie de café.

## Fabrication
Le Birnenhonig est obtenu en trois étapes. Les poires sont d'abord bouillies puis pressées et le jus obtenu est concentré par chauffage. Le produit final est un sirop visqueux, opaque et marron foncé, à l'odeur caractéristique.
Un autre jus concentré de poires produit en Suisse est le Birnendicksaft. C'est un sirop clair et limpide, clarifié par ultrafiltration et désacidifié avant d’être concentré. Il n'a pas d'odeur caractéristique et est neutre en goût.

## Utilisation
Le Birnenhonig est consommé de différentes façons : en pâte à tartiner sur du pain, comme édulcorant dans la confection du pain d'épices lucernois (luzerner Lebkuchen en allemand) ou avec des pommes de terre cuites.